# Serafim

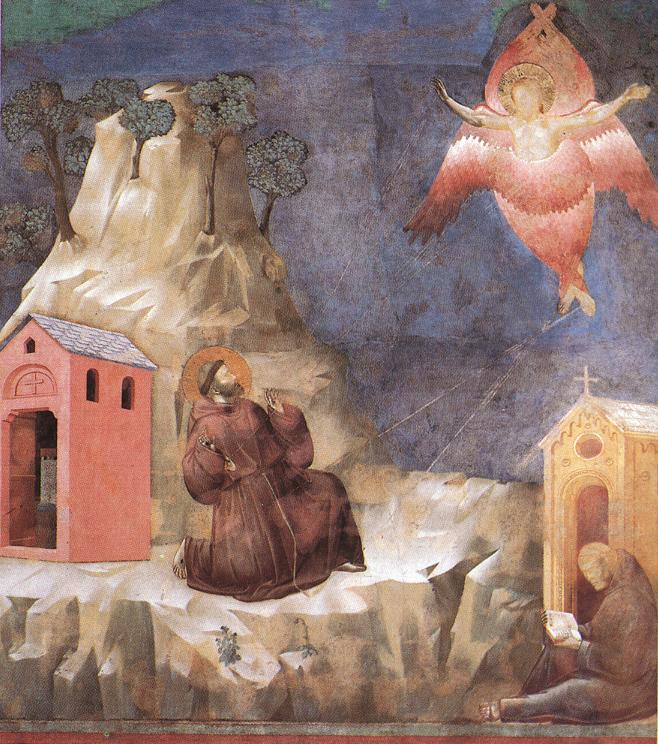
Viziunea sf. Francisc de Assisi despre un serafim

Serafimii sunt niște ființe celeste din religiile creștină și iudaică.
În religia creștină, se află pe una din cele mai înalte poziții din toată ierarhia cerească, fiind numiți “cei mai iubiți” căci ei se află cel mai aproape de însuși Dumnezeu. Se bucură de puterea cea mai mare și de aceea au fost așezați ca păzitori ai raiului și ai locurilor sfinte. Sunt considerați puritatea absolută și sunt cei care luminează cel mai puternic în eterul universal. Angeologiile spun că serafimii au câte trei perechi de aripi uriașe pe care le țin în așa fel încât să-și protejeze ochii și trupul de strălucirea cu care se află înconjurat Dumnezeu.
În religia creștină un serafim este un înger de rang superior, situat ierarhic între arhangheli și heruvimi.